# Publicações Europa-América
Publicações Europa-América es una editora portuguesa fundada en 1945 por los hermanos Francisco y Adelino Lyon de Castro. Su sede se sitúa en Mem Martins, Sintra. Posee diversas colecciones, entre ellas, una de Grandes Obras, que incorpora gran cantidad de autores clásicos y modernos: Jeffrey Archer, Robin Cook, António Damásio, P.D. James, Anne Rice, José Hermano Saraiva, Jean-Pierre Thiollet,  J.R.R. Tolkien...